# 奥利4站
奥利4站（法語：Orly 4），是法国的一个铁路车站，属于奥利机场内线。开通于1991年10月2日，位于埃松省帕赖维埃耶波斯特，靠近巴黎-奥利机场南航站楼的K门入口。